# 陈建峰
陈建峰（1965年8月29日—），男，浙江宁波人，中国化学工程领域专家，中国工程院院士，北京化工大学有机无机复合材料国家重点实验室主任。

## 生平
1986年，于浙江大学获得学士学位。1992年，于浙江大学获得博士学位。
2015年，当选中国工程院院士。